# Iluza
Iluza (en grec antic Ἴλουζα, Íluza) era una ciutat de la Frígia Pacatiana que només es menciona per escriptors molt tardans.
Podria ser la mateixa ciutat que la Taula de Peutinger anomena Aludda, i en aquest cas estaria situada entre Sebaste i Acmonia, a 25 milles romanes d'aquesta última ciutat. Segons el geògraf Hièrocles, era seu d'un bisbe cristià.